# Parasphenella meridionalis
Parasphenella meridionalis är en insektsart som först beskrevs av Kevan, D.K.M. 1956.  Parasphenella meridionalis ingår i släktet Parasphenella och familjen Pyrgomorphidae. Inga underarter finns listade i Catalogue of Life.